# Amanhecer (álbum)
Amanhecer é o quinto álbum de estúdio da cantora e compositora brasileira Paula Fernandes. Foi lançado em 16 de outubro de 2015 pela Universal Music. O álbum contém 12 composições próprias da cantora incluindo o primeiro single "A Paz Desse Amor".
O álbum ganhou o Grammy Latino 2016 na categoria Melhor Álbum de Música Sertaneja, tornando Fernandes a primeira mulher a vencer a categoria.

## Sobre o álbum
Para Fernandes, Amanhecer mostra uma Paula mais madura, a sonoridade do disco é nacional, possui referências de diversas regiões do Brasil, como o forró, xote, moda de viola, entre outros. Para a Billboard Brasil, a cantora revelou, que é o disco mostra como Paula é uma compositora versátil e livre dos rótulos. Embora possuir uma raiz seja sertaneja, ela se descreve como uma cantora de música universal.
| “ | “É meu espírito que pede isso. Eu componho com a minha razão, com minha emoção. Esse processo de uma música mais universal vem dentro de mim. Eu nunca me rotulei e acho que rotular é limitar uma música, independente do gênero" | ” |

Explica a cantora.

## Prêmios e indicações
| Ano  | Premiação     | Categoria                        | Resultado |
| ---- | ------------- | -------------------------------- | --------- |
| 2016 | Grammy Latino | Melhor Álbum de Música Sertaneja | Venceu    |

## Antecedentes
O último projeto da artista, Encontros pelo Caminho, foi lançado em 23 de setembro de 2014, chegando à terceira posição da ABPD Top Álbuns e contendo três singles: "You're Still the One", "Pegando Lágrimas" e "Depois". A coletânea foi recebida de maneira igualmente positiva pela crítica. No Brasil, vendeu mais de 300 mil cópias e foi certificado como disco de platina.
Em março de 2015 a cantora revelou estar compondo para o novo projeto, e aproveitou as férias que tirou durante o início do ano para escrever. Em 10 agosto de 2015 Paula revelou pelas redes sociais um vídeo das gravações do novo disco, juntamente com o produtor Márcio Monteiro.

## Capa, encarte e título
A cantora revelou o título do álbum no dia 22 de setembro de 2015, e postou a seguinte frase: "Ali eu vi amanhecer o amor que um dia adormeci. Me despertar, amar você. Luz de amor eu sou porque te vi". A capa do disco foi divulgada no dia seguinte, 23 de setembro, através das redes sociais da cantora, na capa mostra Paula com um violão olhando o céu através do vidro da janela, e as nuvens dando o sentido do amanhecer do dia.

## Singles
A primeira canção escolhida para divulgação do álbum foi "A Paz Desse Amor". A faixa foi lançada em 24 de agosto de 2015 e ganhou um videoclipe com imagens gravadas em uma montanha localizada no Retiro das Pedras, no município de Brumadinho, em Minas Gerais.
"Piração" foi escolhida para ser lançada nas rádios como o segundo single do álbum, lançada no dia 13 de janeiro de 2016. Diferentemente do primeiro single do álbum, que é uma canção romântica, "Piração" possui uma batida mais dançante. A canção também ganhou um videoclipe, dirigido por Conrado Almada. Nele,
a cantora interpreta diversas personagens em uma casa de show.
No dia 28 de abril de 2016, Paula anunciou pelas redes sociais que a canção "Depende da Gente" será enviada as rádios como terceiro single do álbum.
O álbum gerou três singles promocionais "E Eu?","Pra Quem Sabe Sonhar" e "Falar de Fim"

## Recepção

### Crítica
| Críticas profissionais | Críticas profissionais |
| Avaliações da crítica  | Avaliações da crítica  |
| Fonte                  | Avaliação              |
| ---------------------- | ---------------------- |
| Notas Musicais         | [ 15 ]                 |

Amanhecer recebeu críticas regulares, Mauro Ferreira do Notas Musicais avaliou o disco em 3 de 5 estrelas, comentou que o disco segue um passo linear na discografia de Paula, sem realmente demonstrar sonoridade tão diferente dos discos Pássaro de Fogo (2009) e Meus Encantos (2012), dando destaques as canções "Voltaria ao Começo" e sobretudo a música-título "Amanhecer" classificando como: bonitas composições que sobressaem no repertório autoral do disco.

## Lista de faixas
| N.º            | Título                               | Compositor(es)                   | Duração  |  |
| 1.             | "Pronta Pra Você"                    | Paula Fernandes Gustavo Fagundes | 4:25     |  |
| 2.             | "A Paz Desse Amor"                   | Fernandes                        | 3:57     |  |
| 3.             | "Falar de Fim"                       | Fernandes Fagundes               | 3:31     |  |
| 4.             | "Depende da Gente"                   | Fernandes                        | 3:35     |  |
| 5.             | "Amanhecer"                          | Fernandes                        | 4:01     |  |
| 6.             | "Piração"                            | Fernandes                        | 3:18     |  |
| 7.             | "Água no Bico"                       | Fernandes                        | 3:21     |  |
| 8.             | "E Eu?"                              | Fernandes                        | 3:47     |  |
| 9.             | "Voltaria ao Começo"                 | Fernandes                        | 3:50     |  |
| 10.            | "Menino Bonito"                      | Fernandes                        | 3:06     |  |
| 11.            | "Pra Quem Sabe Sonhar"               | Fernandes                        | 3:24     |  |
| 12.            | "Pedaço de Chão" (Part. Almir Sater) | Fernandes Victor Chaves          | 3:28     |  |
| Duração total: | Duração total:                       | Duração total:                   | 00:43:43 |  |

## Turnê
Paula Fernandes anunciou no dia 11 de fevereiro de 2016, que os shows que irão ocorrer em São Paulo no Citibank Hall irá ser registrado para ser lançado em DVD. O cenário é formado por painéis de LED, projetando diversas imagens relacionadas aos três blocos do espetáculo, esses três blocos será dividido entre "Noite", "Madrugada" e "Amanhecer".
| Data                   | Cidade           | País       | Local                                     |  |
| ---------------------- | ---------------- | ---------- | ----------------------------------------- |  |
| América do Sul         |                  |            |                                           |  |
| 4 de março de 2016     | Curitiba         | Brasil     | Teatro Positivo                           |  |
| 5 de março de 2016     | Curitiba         | Brasil     | Teatro Positivo                           |  |
| 12 de março de 2016    | Veranópolis      | Brasil     | Ginásio Leonir Antonio Farina             |  |
| Europa                 |                  |            |                                           |  |
| 23 de março de 2016    | Porto            | Portugal   | Coliseu do Porto                          |  |
| 24 de março de 2016    | Portimão         | Portugal   | Portimão Arena                            |  |
| 25 de março de 2016    | Lisboa           | Portugal   | Coliseu dos Recreios                      |  |
| 26 de março de 2016    | Dietikon         | Suíça      | Stadthalle Dietikon                       |  |
| 27 de março de 2016    | Esch-sur-Alzette | Luxemburgo | Rockhal                                   |  |
| América do Sul         |                  |            |                                           |  |
| 9 de abril de 2016     | Marilândia       | Brasil     | Espaço Cultural                           |  |
| 15 de abril de 2016    | São Paulo        | Brasil     | Citibank Hall (gravação do DVD Amanhecer) |  |
| 16 de abril de 2016    | São Paulo        | Brasil     | Citibank Hall (gravação do DVD Amanhecer) |  |
| 21 de abril de 2016    | Caraguatatuba    | Brasil     | Praça da Cultura                          |  |
| 30 de abril de 2016    | Rio de Janeiro   | Brasil     | Metropolitan                              |  |
| 7 de maio de 2016      | Belo Horizonte   | Brasil     | Chevrolet Hall                            |  |
| 14 de maio de 2016     | Palmeira         | Brasil     | Complexo Esportivo                        |  |
| 3 de junho de 2016     | Guararema        | Brasil     | Guararema Parque Hotel Resort             |  |
| 9 de junho de 2016     | Fronteiras       | Brasil     | Praça Getúlio Vargas                      |  |
| 11 de junho de 2016    | Tauá             | Brasil     | Rancho Amoroso                            |  |
| 23 de junho de 2016    | Carpina          | Brasil     | Parque de Eventos de Carpina              |  |
| 24 de junho de 2016    | Itapetinga       | Brasil     | Praça da Lagoa                            |  |
| 25 de junho de 2016    | Salvador         | Brasil     | Praça João Martins                        |  |
| 26 de junho de 2016    | Utinga           | Brasil     | Praça Antonio Muniz                       |  |
| 3 de julho de 2016     | Belo Horizonte   | Brasil     | Arraial de Belô                           |  |
| 30 de julho de 2016    | Iporá            | Brasil     | Parque de Exposições Arthur Costa Barros  |  |
| 5 de agosto de 2016    | Criciúma         | Brasil     | Siso's Hall                               |  |
| 6 de agosto de 2016    | Florianópolis    | Brasil     | Fields                                    |  |
| 7 de agosto de 2016    | Joinville        | Brasil     | Centreventos Cau Hansen                   |  |
| 13 de agosto de 2016   | Mar Vermelho     | Brasil     | Praça do Cristo Redentor                  |  |
| 21 de agosto de 2016   | Barretos         | Brasil     | Rodovia Brigadeiro Faria Lima             |  |
| Europa                 |                  |            |                                           |  |
| 25 de agosto de 2016   | Ilha da Madeira  | Portugal   | Praça Pública                             |  |
| 27 de agosto de 2016   | Nevogilde        | Portugal   | CM1158 264                                |  |
| América do Sul         |                  |            |                                           |  |
| 10 de setembro de 2016 | Palmas           | Brasil     | Praça Maracaípe                           |  |
| 17 de setembro de 2016 | Araraquara       | Brasil     | Clube 22 de Agosto                        |  |
| 18 de setembro de 2016 | Jacutinga        | Brasil     | Rodeio Fest                               |  |
| 1 de outubro de 2016   | Brasília         | Brasil     | Gama Oeste                                |  |
| 20 de outubro de 2016  | Porto Alegre     | Brasil     | Teatro do Bourbon Country                 |  |
| 21 de outubro de 2016  | Canoas           | Brasil     | Espaço Hitz                               |  |
| 10 de novembro de 2016 | Dumont           | Brasil     | Ginásio Municipal                         |  |
| 20 de novembro de 2016 | Frei Paulo       | Brasil     | Nova Praça                                |  |
| 24 de novembro de 2016 | Rio de Janeiro   | Brasil     | Citbank Hall                              |  |
| 26 de novembro de 2016 | Castro           | Brasil     | Teatro Municipal                          |  |
| 28 de novembro de 2016 | São Paulo        | Brasil     | Hotel Unique                              |  |
|                        |                  |            |                                           |  |

## Créditos e pessoal
- Paula Fernandes - composição, arranjos, voz, backing vocal, violão
- Márcio Monteiro - produção, arranjos, guitarra, programação percussão, teclados, teclados adicionais, programação loop, programação bateria, percussão, baixo, viola de 12
- Gustavo Fagundes - composição (faixa 1 e 2)
- Victor Chaves - composição (faixa 12)
- Almir Sater - voz, viola de 10 (faixa 12)
- Márcio Bianchi - bateria
- Márcio Sacramento - baixo
- André Porto - guitarra, violão
- Ricardo Bottaro - teclados, piano
- Delano Macedo - pedal steel, mandolin, ukelê, banjo, violão
- Eric Silver - fiddle
- Paul Ralphes - direção artística, programações adicionais
- Ronilson Silva - percussão

 
|
- Marcus Viana - arranjos de cordas, violinos, violas, cellos
- Sergio Saraiva - acordeom
- Diego Panda - percussão
- Manut - viola de 10, violão, baixo
- Gê Alves Pinto - projeto gráfico
- Thiago Fontin - projeto gráfico
- Guto Costa - fotos
- Rodrigo Mendes - assistente
- Daniel Moreira - assistente
- Lêka Coutinho - tratamento de imagens
- Ana Claudia Esteves - stylist, figurino
- Patricia Nascimento - stylist, figurino
- Luiz Agusto - revisão
- Geysa Adnet - coordenação gráfica

## Paradas e certificações

### Paradas musicais
| País/Parada (2015)                                      | Melhor posição |
| ------------------------------------------------------- | -------------- |
| Brasil (Associação Brasileira dos Produtores de Discos) | 3              |
| Portugal (Associação Fonográfica Portuguesa)            | 8              |

## Histórico de lançamento
| País     | Data                  | Formato              | Gravadora       |
| -------- | --------------------- | -------------------- | --------------- |
| Brasil   | 16 de outubro de 2015 | CD, Download digital | Universal Music |
| Portugal | 23 de outubro de 2015 | CD, Download digital | Universal Music |